# Heldersche Voetbalbond
De Heldersche Voetbalbond (HVB) is een voormalige voetbalbond in Nederland opgericht op 13 september 1907. In 1919 werd de bond, die eigenlijk vanaf 1916 een afdeling was, opgeheven door een herstructurering bij de NHVB. Bij de bond waren clubs aangesloten die afkomstig waren uit de gemeente Den Helder.

## Geschiedenis
Op 13 september 1907 werd in café De Paal te Den Helder de Heldersche Voetbalbond opgericht. Na de oprichting van de bond startte de competitie van het seizoen 1907/08, die uit zes clubs bestond. In het seizoen 1909/10 bestonden de competities uit een Eerste klasse en een Tweede klasse. Na een kort bestaan van drie jaar, werd de bond opgeheven.
In 1915 had de stad Den Helder voor haar grootte bijzonder veel voetbalverenigingen. Daarom werd op maandag 30 augustus 1915 de Heldersche Voetbalbond heropgericht door vertegenwoordigers van de voetbalclubs HFC, Victoria, Leonidas, Olympia, HVV, Ajax, Quick en Sportclub. HFC besloot toe te treden bij de Heldersche Voetbalbond, maar enkel met alleen het derde elftal, aangezien het eerste en tweede elftal inmiddels aangesloten waren bij de NHVB.
Omdat in die tijd de Noordhollandsche Voetbalbond de enige neutrale voetbalbond was ten noorden van het Noordzeekanaal, was de Noordhollandsche Voetbalbond bang voor concurrentie. De NHVB zocht toenadering en deed de toezegging dat de Heldersche Voetbalbond kon blijven bestaan als onderafdeling van de NHVB. Men ging akkoord en in februari 1916 kwam er een eind aan het zelfstandig bestaan van de Heldersche Voetbalbond. Tot 1919 bleef er gestreden worden in de Heldersche competitie van de Heldersche Voetbalbond, totdat de onderafdeling na een herstructurering volledig in de NHVB opging.

## Bondselftal
Aan het einde van elk seizoen werd een bondselftal samengesteld uit spelers van de diverse aangesloten Helderse clubs. De Heldersche selectie speelde dan wedstrijden tegen gelegenheidsteams of andere clubs van buiten de gemeentegrenzen. Hoewel de Helderse voetbalverenigingen vanaf 1919 zijn aangesloten bij de onderafdelingen van de KNVB, bleef het Heldersch elftal wel op traditionele wijze bestaan.
Vanaf 1981 wordt er jaarlijks een Helders voetbalelftal samengesteld die bestaat uit voetballers die voor een Helderse voetbalvereniging spelen of in Den Helder wonen maar elders spelen. Enkele prominente voetballers die voor dit team uitkwamen zijn Wencho Farrell, Erwin Koen, Bennie van Noord en Arjan Wisse.